# Merab Mamardaschwili
Merab Mamardaschwili (georgisch მერაბ მამარდაშვილი, russisch Мераб Константинович Мамардашвили / Merab Konstantinowitsch Mamardaschwili; * 15. September 1930 in Gori, Georgische SSR, Sowjetunion; † 25. November 1990 in Moskau, Sowjetunion) war ein sowjetischer Philosoph, ethnisch ein Georgier. Er war ein Vertreter des Rationalismus. Mit Rückgriff auf den Kantischen Freiheitsbegriff kritisierte er die regierende Kommunistische Partei der Sowjetunion.

## Leben
Mamardaschwili wuchs bis 1949 in Georgien auf. Er studierte in Moskau Philosophie. 1968 promovierte er und wurde Mitherausgeber der wissenschaftlichen Zeitschrift Woprossy Filosofii (dt. Philosophische Fragen). 1972 erhielt er eine Professur für Philosophie an der Lomonossow-Universität Moskau.
1980 kehrte er nach Georgien zurück. Von 1987 bis 1990 leitete er die Abteilung für Philosophie der Wissenschaft des Sawle-Zereteli-Instituts für Philosophie der Georgischen Akademie der Wissenschaften.
Ein Schwerpunkt seiner wissenschaftlichen Arbeit lag auf dem Gebiet der Erkenntnistheorie. Außerdem versuchte er, den Kantischen Freiheitsbegriff für die gesellschaftliche Analyse der Sowjetunion fruchtbar zu machen. In den 1970er Jahren hielt er in Moskau Vorlesungen über Platon, Descartes und Kant, in denen er den Russen mit aufklärerischem Anspruch vorwarf, sie würden ihr Volk mit der Staatsmacht identifizieren und ihr Leben passiv hinnehmen. Es kritisierte den Kollektivismus und das Fehlen einer von Individualität geprägten Alltagskultur als größtes Hindernis für die Entfaltung der persönlichen Freiheit in der UdSSR. Wegen Kritik an den Aktivitäten der Kommunistischen Partei wurde Merab Mamardaschwili seine Lehrtätigkeit an der Lomonossow-Universität entzogen. Danach kehrte er in seine Heimat nach Georgien zurück, wo er an der Staatliche Universität Tiflis lebte und lehrte. Merab kritisierte die Führer der KPdSU für ihr blindes Vertrauen in die kommunistische Ideologie.
Für junge Philosophen wie Michail Ryklin und Giwi Margwelaschwili wurde er selbst damit zu einem Symbol intellektueller Unabhängigkeit.
In Zeiten der Perestroika erwähnte Gorbatschow den Kommilitonen seiner Frau Raissa positiv. Seit Ende der achtziger Jahre konnte er frei reisen, hielt Vorträge auf verschiedenen Kontinenten. Am 25. November 1990 ist er im Transitbereich des Flughafens Moskau-Wnukowo auf dem Weg nach Georgien nur sechzigjährig an einem Herzinfarkt gestorben.
Im Mai 2001 wurde in Tiflis ein Denkmal für ihn enthüllt.
Am Philosophischen Institut der Russischen Akademie der Wissenschaften in Moskau wurde zu Mamardaschwilis 20. Todestag im Dezember 2010 eine Konferenz veranstaltet.

## Publikationen
- Формы и содержание мышления (Formen und Inhalte des Denkens), 1968
- Классические и неклассические идеалы рациональности (Klassische und Nicht-Klassische Ideale der Rationalität), 1984
- Картезианские размышления (Kartesische Meditationen) 1993
- Vorlesungen über Proust, 1997
- Стрела познания. Набросок естественноисторической гносеологии (Der Pfeil der Erkenntnis), 1997
- Der dritte Zustand. Rußland und das Ende des Kommunismus. In: Sinn und Form, S. 598–597
- Die Metaphysik Antonin Artauds, Übersetzung: Maria Rajer, Roman Widder, Hg. v. Zaal Andronikashvili, Matthes und Seitz, Berlin 2018, Reihe: Fröhliche Wissenschaft Bd. 113